# Кызылкак
Кызылкак (каз. Қызылқақ, до 1999 года — Западное) — село в Иртышском районе Павлодарской области Казахстана. Расположено в 295 км к северо-западу от областного центра — Павлодара и в 125 км к западу от районного центра — Иртышска. Входит в состав Коскольской сельской администрации. Код КАТО — 554653100.
Село было центральной усадьбой бывшего зернового совхоза «Западный», образованного в 1954 году на землях госземфонда и части земель совхоза «Селетинский».

## Население
В 1985 году в селе проживали 972 человека. В 1999 году население села составляло 562 человека (289 мужчин и 273 женщины). По данным переписи 2009 года, в селе проживало 280 человек (152 мужчины и 128 женщин).

## География
Расположено около озера Кызылкак.